# Championnat de France de rugby à XV de 1re division fédérale 2008-2009
Navigation
Fédérale 1 2007-2008 Fédérale 1 2009-2010
Pour un article plus général, voir Championnat de France de rugby à XV de 1re division fédérale.
Le Championnat de France de 1re division fédérale 2008-2009 voit s'affronter 48 équipes parmi lesquelles deux seront promues en Pro D2 et douze seront reléguées en Fédérale 2.

## Formule
Ce championnat débute par une phase préliminaire regroupant 48 équipes dans 6 poules. Elle est suivie par deux compétitions distinctes :
- la première (play-offs), appelée « Trophée Jean Prat » depuis 2005, permet de désigner le champion ainsi que l’autre équipe appelée à monter en Pro D2;
- la deuxième (play-downs), continuant sous le nom de « Championnat de France de 1re division fédérale », permet de désigner les 12 équipes qui seront reléguées en Fédérale 2 et celles qui se maintiendront en Fédérale 1.
- À compter de la saison 2007-2008, des points de bonus seront attribués comme en Top 14 et en Pro D2 aux équipes marquant au moins trois essais de plus que leurs adversaires et à celles s’inclinant de moins de 8 points.

- Afin d’augmenter la qualité des clubs engagés, la Fédération pourra octroyer, à l’issue de la phase préliminaire, 1 à 3 points supplémentaires aux clubs répondant à au moins quatre critères parmi les dix suivants : 
  1. Limitation des mutations (3 points)
  2. Formation des arbitres (3 points)
  3. École de rugby labellisée (3 points)
  4. Participation aux compétitions de jeunes (3 points)
  5. Formation de l’encadrement technique (2 points)
  6. Formation à la sécurité des joueurs (2 points)
  7. Centre de formation labellisé (1 point)
  8. Formation de l’équipe technique (1 point)
  9. Possession d’un local antidopage (1 point)
  10. Infrastructure du club (1 point)

  - Club totalisant entre 10 et 15 points : 1 point de bonus
  - Club totalisant entre 16 et 18 points : 2 point de bonus
  - Club totalisant entre 19 et 20 points : 3 point de bonus

- Si un homme du banc est pris en flagrant délit envers l’arbitre ou autre, il y aura pénalité aux 22 m face aux poteaux, et le joueur en question sera exclu du banc.

### Phase préliminaire
48 équipes réparties en 6 poules de 8. Chaque équipe rencontre les 7 autres équipes de la poule en matches aller/retour - soit 14 rencontres par équipe.
À l'issue de la phase préliminaire: 
- les 4 équipes les mieux classées dans chaque poule sont qualifiées pour le Trophée Jean Prat (play-offs) - soit 24 équipes.
- les 4 autres équipes poursuivent le championnat de 1re division fédérale et jouent la deuxième phase  (play-downs) de celui-ci - soit 24 équipes.

### Deuxième phase
Cette partie du championnat est réservée aux 24 clubs finissant entre la 5e et 8e places de chaque poule durant la phase préliminaire.
Ces 24 clubs sont répartis en 6 poules de 4 ne s’étant pas rencontrées pendant la première  phase (chaque poule comprendra un 5e, un 6e, un 7e et un 8e) et se rencontrent en matches aller/retour sachant que les points marqués et les suspensions obtenues durant la phase préliminaire sont conservés.
À l'issue de cette phase:
- les 2 premiers de chaque poule - soit 12 équipes - se qualifient pour une phase finale, dont le vainqueur de celle-ci remporte un titre honorifique de champion de France, mais n'est pas promu au niveau supérieur.
- les 2 derniers de chaque poule - soit 12 équipes - sont relégués en Fédérale 2.

### Trophée Jean Prat
Cette partie du championnat est réservée aux 24 clubs finissant entre la 1re et 4e places de chaque poule durant la phase préliminaire. Ces 24 clubs sont répartis en 6 poules de 4 et se rencontrent en matches aller/retour sachant que les points marqués et les suspensions obtenues durant la phase préliminaire ne sont pas conservés.
À l'issue de cette phase:
- les 2 premiers de chaque poule - soit 12 équipes - se qualifient pour les 1⁄4 de la phase finale du trophée,

sachant que:
- - les 4 meilleurs premiers sont qualifiés automatiquement pour les 1⁄4 de finale.
  - les 2 autres premiers et les 6 deuxièmes se rencontrent en barrages pour l'attribution des 4 autres places pour les 1⁄4 de finale - soit 4 matches sur terrain neutre.
- les 1⁄4 de finale ont lieu en matches aller/retour.
- les 1⁄2 de finale ont lieu en matches aller/retour.
- les vainqueurs des 1⁄2 sont promus en Pro D2 et se qualifient pour la finale.
- les perdants des 1⁄2 jouent une "petite finale"
- au total 2 équipes sont promues en Pro D2.

## Saison régulière

### Poule 1
| Club                                       | Site officiel                                          |
| ------------------------------------------ | ------------------------------------------------------ |
| Rugby club d'Arras (Arras) (Promu)         |                                                        |
| RC Chalon (Chalon-sur-Saône)               |                                                        |
| Stade dijonnais (Longvic)                  | http://membres.lycos.fr/stadedijon/accueil/accueil.php |
| Stade domontois Val-d'Oise (Domont)        | http://www.stadedomontois.com/                         |
| Lille Métropole rugby club (Lille) (Promu) | http://www.irislillerugby.fr/                          |
| Club sportif Lons Jura (Lons-le-Saunier)   |                                                        |
| Rugby club Massy Essonne (Massy)           | http://www.rcmessonne.com/                             |
| RC Rouen (Rouen)                           |                                                        |

| Rang | Club             | J  | V  | N | D  | Bo | Bd | Pm  | Pe  | Diff | Pts |
| ---- | ---------------- | -- | -- | - | -- | -- | -- | --- | --- | ---- | --- |
| 1    | Chalon-sur-Saône | 14 | 13 | 0 | 1  | 5  | 1  | 408 | 148 | +260 | 58  |
| 2    | Massy            | 14 | 9  | 0 | 5  | 4  | 4  | 330 | 215 | +115 | 44  |
| 3    | Dijon            | 14 | 8  | 1 | 5  | 1  | 1  | 220 | 211 | +9   | 36  |
| 4    | Rouen            | 14 | 6  | 1 | 7  | 2  | 5  | 283 | 287 | -4   | 33  |
| 5    | Lille            | 14 | 7  | 1 | 6  | 0  | 2  | 223 | 294 | -71  | 32  |
| 6    | Lons-le-Saunier  | 14 | 4  | 1 | 9  | 2  | 4  | 194 | 273 | -79  | 24  |
| 7    | Domont           | 14 | 3  | 3 | 8  | 0  | 3  | 191 | 276 | -85  | 21  |
| 8    | Arras            | 14 | 2  | 1 | 11 | 0  | 6  | 168 | 313 | -145 | 16  |

|  | Qualifiés pour le Trophée Jean-Prat (#1, #2, #3, #4). |
|  | Qualifiés pour les Play-down (#5, #6, #7, #8). |
|  | V : Victoires • N : Matches Nuls • D : Défaites • BO : Bonus offensifs • BD : Bonus défensifs • PP : Points Pour (marqués) • PC : Points Contre (encaissés) • Diff : Différence de points |

### Poule 2
| Club                                      | Site officiel                               |
| ----------------------------------------- | ------------------------------------------- |
| AC Bobigny (Bobigny)                      | http://www.bobigny93rugby.net/index.php     |
| CSM Gennevilliers (Gennevilliers) (Promu) | http://www.rugby-gennevilliers.com/         |
| Limoges rugby (Limoges) (Relégué)         | http://www.usalimoges.com/                  |
| Montluçon rugby (Montluçon) (Promu)       | http://www.montlucon-rugby.com/             |
| Stade niortais rugby (Niort) (promu)      | http://stadeniortais.superforum.fr/ (forum) |
| RC Orléans (Orléans)                      | http://www.rcorleans.com/                   |
| Sporting nazairien rugby (Saint-Nazaire)  | http://bbzh.rugby.free.fr/                  |
| RC Vannes (Vannes)                        | http://www.rcvannes.com/                    |

| Rang | Club          | J  | V | N | D  | Bo | Bd | Pm  | Pe  | Diff | Pts |
| ---- | ------------- | -- | - | - | -- | -- | -- | --- | --- | ---- | --- |
| 1    | Limoges       | 14 | 9 | 1 | 4  | 4  | 2  | 317 | 227 | +90  | 44  |
| 2    | Bobigny       | 14 | 9 | 2 | 3  | 2  | 2  | 286 | 225 | +61  | 44  |
| 3    | Orléans       | 14 | 9 | 0 | 5  | 2  | 4  | 249 | 182 | +67  | 42  |
| 4    | Vannes        | 14 | 8 | 0 | 6  | 3  | 3  | 269 | 230 | +39  | 38  |
| 5    | Saint-Nazaire | 14 | 8 | 0 | 6  | 1  | 4  | 259 | 221 | +38  | 37  |
| 6    | Montluçon     | 14 | 5 | 0 | 9  | 1  | 7  | 238 | 244 | -6   | 28  |
| 7    | Niort         | 14 | 5 | 1 | 8  | 1  | 2  | 198 | 265 | -67  | 25  |
| 8    | Gennevilliers | 14 | 1 | 0 | 13 | 0  | 3  | 135 | 357 | -222 | 7   |

|  | Qualifiés pour le Trophée Jean-Prat (#1, #2, #3, #4). |
|  | Qualifiés pour les Play-down (#5, #6, #7, #8). |
|  | V : Victoires • N : Matches Nuls • D : Défaites • BO : Bonus offensifs • BD : Bonus défensifs • PP : Points Pour (marqués) • PC : Points Contre (encaissés) • Diff : Différence de points |

### Poule 3
| Club                                           | Site officiel                            |
| ---------------------------------------------- | ---------------------------------------- |
| RC Aubenas (Aubenas)                           | http://www.aubenasvals-rugby.com/        |
| US Beaurepaire (Beaurepaire)                   | http://usb-rugby.forumactif.com/ (forum) |
| Avenir sportif de Bédarrides (Bédarrides)      | http://bedarrides-rugby.com/             |
| RC Châteaurenard (Châteaurenard)               | http://rugby-rcc.com/                    |
| US La Seyne (La Seyne-sur-Mer)                 |                                          |
| Union sportive Montmélian (Montmélian) (Promu) | http://www.us-montmelian.com/            |
| US Romans (Romans-sur-Isère)                   | http://www.usrp.fr                       |
| ASVEL rugby (Villeurbanne)                     |                                          |

| Rang | Club          | J  | V  | N | D  | Bo | Bd | Pm  | Pe  | Diff | Pts |
| ---- | ------------- | -- | -- | - | -- | -- | -- | --- | --- | ---- | --- |
| 1    | La Seyne      | 14 | 11 | 0 | 3  | 5  | 0  | 370 | 238 | +132 | 49  |
| 2    | Bédarrides    | 14 | 9  | 0 | 5  | 3  | 4  | 275 | 227 | +48  | 43  |
| 3    | Chateaurenard | 14 | 9  | 0 | 5  | 2  | 3  | 270 | 195 | +75  | 41  |
| 4    | Aubenas       | 14 | 7  | 1 | 6  | 3  | 4  | 250 | 191 | +59  | 37  |
| 5    | Romans        | 14 | 7  | 1 | 6  | 2  | 2  | 228 | 218 | +10  | 34  |
| 6    | Montmélian    | 14 | 5  | 0 | 9  | 1  | 4  | 211 | 279 | -68  | 25  |
| 7    | Villeurbanne  | 14 | 4  | 0 | 10 | 0  | 4  | 171 | 261 | -90  | 20  |
| 8    | Beaurepaire   | 14 | 3  | 0 | 11 | 0  | 4  | 174 | 340 | -166 | 16  |

|  | Qualifiés pour le Trophée Jean-Prat (#1, #2, #3, #4). |
|  | Qualifiés pour les Play-down (#5, #6, #7, #8). |
|  | V : Victoires • N : Matches Nuls • D : Défaites • BO : Bonus offensifs • BD : Bonus défensifs • PP : Points Pour (marqués) • PC : Points Contre (encaissés) • Diff : Différence de points |

### Poule 4
| Club                                      | Site officiel                            |
| ----------------------------------------- | ---------------------------------------- |
| Pays d'Aix RC (Aix-en-Provence) (Relégué) |                                          |
| ES Catalane (Argelès-sur-Mer)             | http://www.etoile-sportive-catalane.com/ |
| US Carcassonne (Carcassonne) (Promu)      |                                          |
| RC Carqueiranne-Hyères (Hyères) (Promu)   |                                          |
| SC Graulhet (Graulhet)                    | http://www.scg-rugby.com/                |
| AS Lavaur (Lavaur)                        |                                          |
| Rugby Nice Côte d'Azur (Nice)             |                                          |
| Marseille Vitrolles rugby (Marseille)     |                                          |

| Rang | Club                   | J  | V | N | D  | Bo | Bd | Pm  | Pe  | Diff | Pts |
| ---- | ---------------------- | -- | - | - | -- | -- | -- | --- | --- | ---- | --- |
| 1    | Carcassonne            | 14 | 9 | 0 | 5  | 2  | 3  | 290 | 218 | +72  | 41  |
| 2    | Graulhet               | 14 | 9 | 0 | 5  | 1  | 3  | 254 | 208 | +46  | 40  |
| 3    | Aix-en-Provence        | 14 | 9 | 0 | 5  | 1  | 2  | 280 | 237 | +43  | 39  |
| 4    | Marseille-Vitrolles    | 14 | 7 | 0 | 7  | 4  | 4  | 277 | 243 | +34  | 36  |
| 5    | Rugby Nice Côte d'Azur | 14 | 8 | 0 | 6  | 0  | 4  | 261 | 238 | +23  | 36  |
| 6    | Lavaur                 | 14 | 7 | 1 | 6  | 1  | 4  | 246 | 206 | +40  | 35  |
| 7    | ES Catalane            | 14 | 3 | 2 | 9  | 1  | 1  | 187 | 287 | -100 | 18  |
| 8    | Carqueiranne-Hyères    | 14 | 2 | 1 | 11 | 0  | 4  | 194 | 352 | -158 | 14  |

|  | Qualifiés pour le Trophée Jean-Prat (#1, #2, #3, #4). |
|  | Qualifiés pour les Play-down (#5, #6, #7, #8). |
|  | V : Victoires • N : Matches Nuls • D : Défaites • BO : Bonus offensifs • BD : Bonus défensifs • PP : Points Pour (marqués) • PC : Points Contre (encaissés) • Diff : Différence de points |

### Poule 5
| Club                                                | Site officiel                     |
| --------------------------------------------------- | --------------------------------- |
| Cahors rugby (Cahors)                               | http://www.cahorsrugby.net/       |
| SA Hagetmautien (Hagetmau) (Promu)                  | http://hagetmau.frbb.net/ (forum) |
| FC Lourdes (Lourdes)                                | http://www.fclourdais.com/        |
| UR Marmande Casteljaloux (Marmande et Casteljaloux) |                                   |
| Sport athlétique mauléonais (Mauléon)               | http://www.sam-mauleon.com/       |
| FC Oloron (Oloron-Sainte-Marie)                     |                                   |
| CA Périgueux (Périgueux)                            | http://www.capdrugby.fr/          |
| Tyrosse RCS (Saint-Vincent-de-Tyrosse)              | http://www.ustyrosse.com/         |

| Rang | Club                  | J  | V | N | D  | Bo | Bd | Pm  | Pe  | Diff | Pts |
| ---- | --------------------- | -- | - | - | -- | -- | -- | --- | --- | ---- | --- |
| 1    | Périgueux             | 14 | 9 | 1 | 4  | 3  | 4  | 305 | 190 | +115 | 45  |
| 2    | Tyrosse               | 14 | 8 | 0 | 6  | 1  | 4  | 241 | 194 | +47  | 37  |
| 3    | Marmande-Casteljaloux | 14 | 7 | 1 | 6  | 2  | 4  | 286 | 244 | +42  | 36  |
| 4    | Cahors                | 14 | 7 | 1 | 6  | 1  | 4  | 248 | 247 | +1   | 35  |
| 5    | Lourdes               | 14 | 7 | 1 | 6  | 1  | 2  | 245 | 264 | -19  | 33  |
| 6    | Mauléon               | 14 | 7 | 1 | 6  | 1  | 1  | 210 | 216 | -6   | 32  |
| 7    | Oloron                | 14 | 5 | 1 | 8  | 0  | 5  | 227 | 271 | -44  | 27  |
| 8    | Hagetmau              | 14 | 2 | 2 | 10 | 0  | 3  | 167 | 303 | -136 | 15  |

|  | Qualifiés pour le Trophée Jean-Prat (#1, #2, #3, #4). |
|  | Qualifiés pour les Play-down (#5, #6, #7, #8). |
|  | V : Victoires • N : Matches Nuls • D : Défaites • BO : Bonus offensifs • BD : Bonus défensifs • PP : Points Pour (marqués) • PC : Points Contre (encaissés) • Diff : Différence de points |

### Poule 6
| Club                                        | Site officiel                    |
| ------------------------------------------- | -------------------------------- |
| Boucau Tarnos (Boucau Tarnos stade) (Promu) | http://pierrick.mantion.free.fr/ |
| Stade langonnais (Langon)                   | http://www.rugbylangon.com/      |
| CA Lannemezan (Lannemezan)                  | http://www.ca-lannemezan.com/    |
| Bugue Athletic Club (Le Bugue) (Promu)      |                                  |
| Union sportive Morlaàs rugby (Morlaàs)      | http://www.morlaasrugby.com/     |
| Club athlétique ribéracois (Ribérac)        | http://car-rugby.fr/             |
| Saint-Jean-de-Luz OR (Saint-Jean-de-Luz)    | http://www.sjlo-rugby.com        |
| Avenir valencien (Valence-d'Agen)           | http://avenirvalencien.free.fr/  |

| Rang | Club              | J  | V  | N | D  | Bo | Bd | Pm  | Pe  | Diff | Pts |
| ---- | ----------------- | -- | -- | - | -- | -- | -- | --- | --- | ---- | --- |
| 1    | Lannemezan        | 14 | 12 | 0 | 2  | 2  | 1  | 305 | 203 | +102 | 51  |
| 2    | Langon            | 14 | 8  | 1 | 5  | 1  | 3  | 278 | 232 | +46  | 38  |
| 3    | Valence d'Agen    | 14 | 7  | 0 | 7  | 1  | 7  | 280 | 202 | +78  | 36  |
| 4    | Saint-Jean-de-Luz | 14 | 8  | 0 | 6  | 0  | 3  | 265 | 233 | +32  | 35  |
| 5    | Le Bugue          | 14 | 7  | 0 | 7  | 1  | 3  | 257 | 259 | -2   | 32  |
| 6    | Morlaàs           | 14 | 6  | 0 | 8  | 1  | 4  | 218 | 248 | -30  | 29  |
| 7    | Boucau Tarnos     | 14 | 5  | 0 | 9  | 0  | 2  | 165 | 229 | -64  | 22  |
| 8    | Ribérac           | 14 | 2  | 1 | 11 | 0  | 3  | 208 | 370 | -162 | 13  |

|  | Qualifiés pour le Trophée Jean-Prat (#1, #2, #3, #4). |
|  | Qualifiés pour les Play-down (#5, #6, #7, #8). |
|  | V : Victoires • N : Matches Nuls • D : Défaites • BO : Bonus offensifs • BD : Bonus défensifs • PP : Points Pour (marqués) • PC : Points Contre (encaissés) • Diff : Différence de points |

## Trophée Jean-Prat

### Poule 1
| Rang | Club                | J | V | N | D | Bo | Bd | Pm  | Pe  | Diff | Pts |
| ---- | ------------------- | - | - | - | - | -- | -- | --- | --- | ---- | --- |
| 1    | Chalon-sur-Saône    | 6 | 6 | 0 | 0 | 1  | 0  | 164 | 68  | +96  | 25  |
| 2    | Bobigny             | 6 | 4 | 0 | 2 | 1  | 1  | 119 | 74  | +45  | 18  |
| 3    | Chateaurenard       | 6 | 2 | 0 | 4 | 0  | 0  | 71  | 136 | -65  | 8   |
| 4    | Marseille-Vitrolles | 6 | 0 | 0 | 6 | 0  | 0  | 66  | 142 | -76  | 0   |

|  | Qualifiés pour la phase finale (#1, #2). |
|  | V : Victoires • N : Matches Nuls • D : Défaites • BO : Bonus offensifs • BD : Bonus défensifs • PP : Points Pour (marqués) • PC : Points Contre (encaissés) • Diff : Différence de points |

### Poule 2
| Rang | Club            | J | V | N | D | Bo | Bd | Pm  | Pe  | Diff | Pts |
| ---- | --------------- | - | - | - | - | -- | -- | --- | --- | ---- | --- |
| 1    | Aix-en-Provence | 6 | 5 | 1 | 0 | 1  | 0  | 130 | 74  | +56  | 23  |
| 2    | Limoges         | 6 | 3 | 1 | 2 | 1  | 1  | 115 | 68  | +47  | 16  |
| 3    | Bédarrides      | 6 | 2 | 0 | 4 | 0  | 1  | 73  | 110 | -37  | 9   |
| 4    | Cahors          | 6 | 1 | 0 | 5 | 0  | 1  | 85  | 151 | -66  | 5   |

|  | Qualifiés pour la phase finale (#1, #2). |
|  | V : Victoires • N : Matches Nuls • D : Défaites • BO : Bonus offensifs • BD : Bonus défensifs • PP : Points Pour (marqués) • PC : Points Contre (encaissés) • Diff : Différence de points |

### Poule 3
| Rang | Club                  | J | V | N | D | Bo | Bd | Pm  | Pe  | Diff | Pts |
| ---- | --------------------- | - | - | - | - | -- | -- | --- | --- | ---- | --- |
| 1    | Marmande-Casteljaloux | 6 | 5 | 0 | 1 | 1  | 1  | 141 | 95  | +46  | 22  |
| 2    | La Seyne              | 6 | 4 | 0 | 2 | 0  | 0  | 110 | 127 | -17  | 16  |
| 3    | Saint-Jean-de-Luz     | 6 | 2 | 0 | 4 | 0  | 2  | 104 | 120 | -16  | 10  |
| 4    | Graulhet              | 6 | 1 | 0 | 5 | 0  | 4  | 119 | 132 | -13  | 8   |

|  | Qualifiés pour la phase finale (#1, #2). |
|  | V : Victoires • N : Matches Nuls • D : Défaites • BO : Bonus offensifs • BD : Bonus défensifs • PP : Points Pour (marqués) • PC : Points Contre (encaissés) • Diff : Différence de points |

### Poule 4
| Rang | Club           | J | V | N | D | Bo | Bd | Pm  | Pe  | Diff | Pts |
| ---- | -------------- | - | - | - | - | -- | -- | --- | --- | ---- | --- |
| 1    | Carcassonne    | 6 | 5 | 0 | 1 | 2  | 1  | 186 | 80  | +106 | 23  |
| 2    | Tyrosse        | 6 | 4 | 0 | 2 | 2  | 0  | 130 | 83  | +47  | 18  |
| 3    | Valence d'Agen | 6 | 2 | 0 | 4 | 1  | 1  | 118 | 185 | -67  | 10  |
| 4    | Rouen          | 6 | 1 | 0 | 5 | 1  | 2  | 85  | 171 | -86  | 1   |

|  | Qualifiés pour la phase finale (#1, #2). |
|  | V : Victoires • N : Matches Nuls • D : Défaites • BO : Bonus offensifs • BD : Bonus défensifs • PP : Points Pour (marqués) • PC : Points Contre (encaissés) • Diff : Différence de points |

### Poule 5
| Rang | Club      | J | V | N | D | Bo | Bd | Pm  | Pe  | Diff | Pts |
| ---- | --------- | - | - | - | - | -- | -- | --- | --- | ---- | --- |
| 1    | Dijon     | 6 | 3 | 0 | 3 | 1  | 3  | 125 | 93  | +32  | 16  |
| 2    | Périgueux | 6 | 3 | 0 | 3 | 1  | 3  | 103 | 85  | +18  | 16  |
| 3    | Vannes    | 6 | 3 | 0 | 3 | 1  | 2  | 103 | 95  | +8   | 15  |
| 4    | Langon    | 6 | 3 | 0 | 3 | 0  | 0  | 83  | 141 | -58  | 12  |

|  | Qualifiés pour la phase finale (#1, #2). |
|  | V : Victoires • N : Matches Nuls • D : Défaites • BO : Bonus offensifs • BD : Bonus défensifs • PP : Points Pour (marqués) • PC : Points Contre (encaissés) • Diff : Différence de points |

### Poule 6
| Rang | Club       | J | V | N | D | Bo | Bd | Pm  | Pe  | Diff | Pts |
| ---- | ---------- | - | - | - | - | -- | -- | --- | --- | ---- | --- |
| 1    | Lannemezan | 6 | 5 | 0 | 1 | 1  | 1  | 126 | 86  | +40  | 22  |
| 2    | Massy      | 6 | 4 | 0 | 2 | 1  | 1  | 153 | 124 | +29  | 18  |
| 3    | Orléans    | 6 | 2 | 0 | 4 | 1  | 3  | 147 | 150 | -3   | 12  |
| 4    | Aubenas    | 6 | 1 | 0 | 5 | 1  | 2  | 119 | 185 | -66  | 7   |

|  | Qualifiés pour la phase finale (#1, #2). |
|  | V : Victoires • N : Matches Nuls • D : Défaites • BO : Bonus offensifs • BD : Bonus défensifs • PP : Points Pour (marqués) • PC : Points Contre (encaissés) • Diff : Différence de points |

### Phase finale
Les quarts de finale et demi-finales se jouent en match aller-retour. Les points marqués lors de chaque match sont séparés par une barre verticale « | ». Le vainqueur est celui qui a marqué le plus de points sur l'ensemble des deux rencontres.
|  | Huitièmes de finale   | Huitièmes de finale |                       |          | Quarts de finale | Quarts de finale |  |  | Demi-finales | Demi-finales |  |  | Finale | Finale |
|  | Huitièmes de finale   | Huitièmes de finale |                       |          | Quarts de finale | Quarts de finale |  |  | Demi-finales | Demi-finales |  |  | Finale | Finale |
|  |                       |                     |                       |          |                  |                  |  |  |              |              |  |  |        |        |
|  |                       |                     |                       |          |                  |                  |  |  |              |              |  |  |        |        |
|  |                       |                     |                       |          |                  |                  |  |  |              |              |  |  |        |        |
|  | La Seyne              | 15                  |                       |          |                  |                  |  |  |              |              |  |  |        |        |
|  | La Seyne              | 15                  |                       |          |                  |                  |  |  |              |              |  |  |        |        |
|  | Marmande-Casteljaloux | 16                  |                       |          |                  |                  |  |  |              |              |  |  |        |        |
|  | Marmande-Casteljaloux | 16                  | Marmande-Casteljaloux | 17 \| 7  |                  |                  |  |  |              |              |  |  |        |        |
|  |                       |                     | Marmande-Casteljaloux | 17 \| 7  |                  |                  |  |  |              |              |  |  |        |        |
|  |                       | Lannemezan          | 15 \| 23              |          |                  |                  |  |  |              |              |  |  |        |        |
|  | -                     | Lannemezan          | 15 \| 23              | -        |                  |                  |  |  |              |              |  |  |        |        |
|  | -                     |                     |                       | -        |                  |                  |  |  |              |              |  |  |        |        |
|  | Lannemezan            | -                   |                       |          |                  |                  |  |  |              |              |  |  |        |        |
|  | Lannemezan            | -                   | Lannemezan            | 16 \| 9  |                  |                  |  |  |              |              |  |  |        |        |
|  |                       |                     | Lannemezan            | 16 \| 9  |                  |                  |  |  |              |              |  |  |        |        |
|  |                       | Chalon-sur-Saône    | 9 \| 15               |          |                  |                  |  |  |              |              |  |  |        |        |
|  | Bobigny               | Chalon-sur-Saône    | 9 \| 15               | 24       |                  |                  |  |  |              |              |  |  |        |        |
|  | Bobigny               |                     |                       | 24       |                  |                  |  |  |              |              |  |  |        |        |
|  | Massy                 | 23                  |                       |          |                  |                  |  |  |              |              |  |  |        |        |
|  | Massy                 | 23                  | Bobigny               | 27 \| 3  |                  |                  |  |  |              |              |  |  |        |        |
|  |                       |                     | Bobigny               | 27 \| 3  |                  |                  |  |  |              |              |  |  |        |        |
|  |                       | Chalon-sur-Saône    | 26 \| 19              |          |                  |                  |  |  |              |              |  |  |        |        |
|  | -                     | Chalon-sur-Saône    | 26 \| 19              | -        |                  |                  |  |  |              |              |  |  |        |        |
|  | -                     |                     |                       | -        |                  |                  |  |  |              |              |  |  |        |        |
|  | Chalon-sur-Saône      | -                   |                       |          |                  |                  |  |  |              |              |  |  |        |        |
|  | Chalon-sur-Saône      | -                   | Lannemezan            | 9        |                  |                  |  |  |              |              |  |  |        |        |
|  |                       |                     | Lannemezan            | 9        |                  |                  |  |  |              |              |  |  |        |        |
|  |                       | Aix-en-Provence     | 6                     |          |                  |                  |  |  |              |              |  |  |        |        |
|  | Périgueux             | Aix-en-Provence     | 6                     | 18       |                  |                  |  |  |              |              |  |  |        |        |
|  | Périgueux             |                     |                       | 18       |                  |                  |  |  |              |              |  |  |        |        |
|  | Dijon                 | 7                   |                       |          |                  |                  |  |  |              |              |  |  |        |        |
|  | Dijon                 | 7                   | Périgueux             | 15 \| 12 |                  |                  |  |  |              |              |  |  |        |        |
|  |                       |                     | Périgueux             | 15 \| 12 |                  |                  |  |  |              |              |  |  |        |        |
|  |                       | Aix-en-Provence     | 10 \| 18              |          |                  |                  |  |  |              |              |  |  |        |        |
|  | -                     | Aix-en-Provence     | 10 \| 18              | -        |                  |                  |  |  |              |              |  |  |        |        |
|  | -                     |                     |                       | -        |                  |                  |  |  |              |              |  |  |        |        |
|  | Aix-en-Provence       | -                   |                       |          |                  |                  |  |  |              |              |  |  |        |        |
|  | Aix-en-Provence       | -                   | Aix-en-Provence       | 18 \| 35 |                  |                  |  |  |              |              |  |  |        |        |
|  |                       |                     | Aix-en-Provence       | 18 \| 35 |                  |                  |  |  |              |              |  |  |        |        |
|  |                       | Carcassonne         | 9 \| 25               |          |                  |                  |  |  |              |              |  |  |        |        |
|  | Limoges               | Carcassonne         | 9 \| 25               | 49       |                  |                  |  |  |              |              |  |  |        |        |
|  | Limoges               |                     |                       | 49       |                  |                  |  |  |              |              |  |  |        |        |
|  | Tyrosse               | 22                  |                       |          |                  |                  |  |  |              |              |  |  |        |        |
|  | Tyrosse               | 22                  | Limoges               | 18 \| 16 |                  |                  |  |  |              |              |  |  |        |        |
|  |                       |                     | Limoges               | 18 \| 16 |                  |                  |  |  |              |              |  |  |        |        |
|  |                       | Carcassonne         | 18 \| 23              |          |                  |                  |  |  |              |              |  |  |        |        |
|  | -                     | Carcassonne         | 18 \| 23              | -        |                  |                  |  |  |              |              |  |  |        |        |
|  | -                     |                     |                       | -        |                  |                  |  |  |              |              |  |  |        |        |
|  | Carcassonne           | -                   |                       |          |                  |                  |  |  |              |              |  |  |        |        |
|  | Carcassonne           | -                   |                       |          |                  |                  |  |  |              |              |  |  |        |        |

## Play-Down

### Poule 1
| Rang | Club                | J  | V  | N | D  | Bo | Bd | Pm  | Pe  | Diff | Pts |
| ---- | ------------------- | -- | -- | - | -- | -- | -- | --- | --- | ---- | --- |
| 1    | Montluçon           | 20 | 10 | 0 | 10 | 2  | 7  | 381 | 333 | +48  | 49  |
| 2    | Lille               | 20 | 9  | 1 | 10 | 1  | 5  | 316 | 392 | -76  | 44  |
| 3    | Carqueiranne-Hyères | 20 | 6  | 1 | 13 | 0  | 5  | 304 | 471 | -167 | 31  |
| 4    | Villeurbanne        | 20 | 5  | 0 | 15 | 0  | 6  | 263 | 393 | -130 | 28  |

|  | Qualifiés pour la phase finale (#1, #2). |
|  | Relégués en Fédérale 2 (#3, #4). |
|  | V : Victoires • N : Matches Nuls • D : Défaites • BO : Bonus offensifs • BD : Bonus défensifs • PP : Points Pour (marqués) • PC : Points Contre (encaissés) • Diff : Différence de points |

### Poule 2
| Rang | Club          | J  | V  | N | D  | Bo | Bd | Pm  | Pe  | Diff | Pts |
| ---- | ------------- | -- | -- | - | -- | -- | -- | --- | --- | ---- | --- |
| 1    | Saint-Nazaire | 20 | 12 | 0 | 8  | 3  | 5  | 430 | 335 | +95  | 56  |
| 2    | Montmélian    | 20 | 8  | 0 | 12 | 1  | 6  | 336 | 404 | -68  | 39  |
| 3    | ES Catalane   | 20 | 6  | 2 | 12 | 1  | 1  | 262 | 408 | -146 | 30  |
| 4    | Hagetmau      | 20 | 4  | 2 | 14 | 0  | 6  | 266 | 413 | -147 | 27  |

|  | Qualifiés pour la phase finale (#1, #2). |
|  | Relégués en Fédérale 2 (#3, #4). |
|  | V : Victoires • N : Matches Nuls • D : Défaites • BO : Bonus offensifs • BD : Bonus défensifs • PP : Points Pour (marqués) • PC : Points Contre (encaissés) • Diff : Différence de points |

### Poule 3
| Rang | Club    | J  | V  | N | D  | Bo | Bd | Pm  | Pe  | Diff | Pts |
| ---- | ------- | -- | -- | - | -- | -- | -- | --- | --- | ---- | --- |
| 1    | Romans  | 20 | 10 | 1 | 9  | 4  | 4  | 370 | 313 | +57  | 50  |
| 2    | Lavaur  | 20 | 10 | 1 | 9  | 2  | 6  | 364 | 325 | +39  | 50  |
| 3    | Oloron  | 20 | 10 | 1 | 9  | 1  | 5  | 358 | 356 | +2   | 48  |
| 4    | Ribérac | 20 | 3  | 1 | 16 | 0  | 5  | 263 | 520 | -257 | 19  |

|  | Qualifiés pour la phase finale (#1, #2). |
|  | Relégués en Fédérale 2 (#3, #4). |
|  | V : Victoires • N : Matches Nuls • D : Défaites • BO : Bonus offensifs • BD : Bonus défensifs • PP : Points Pour (marqués) • PC : Points Contre (encaissés) • Diff : Différence de points |

### Poule 4
| Rang | Club                   | J  | V  | N | D  | Bo | Bd | Pm  | Pe  | Diff | Pts |
| ---- | ---------------------- | -- | -- | - | -- | -- | -- | --- | --- | ---- | --- |
| 1    | Rugby Nice Côte d'Azur | 20 | 12 | 0 | 8  | 2  | 5  | 475 | 346 | +129 | 55  |
| 2    | Mauléon                | 20 | 11 | 1 | 8  | 2  | 2  | 338 | 303 | +35  | 50  |
| 3    | Boucau Tarnos          | 20 | 9  | 0 | 11 | 0  | 2  | 290 | 341 | -51  | 38  |
| 4    | Arras                  | 20 | 2  | 1 | 17 | 0  | 8  | 255 | 560 | -305 | 18  |

|  | Qualifiés pour la phase finale (#1, #2). |
|  | Relégués en Fédérale 2 (#3, #4). |
|  | V : Victoires • N : Matches Nuls • D : Défaites • BO : Bonus offensifs • BD : Bonus défensifs • PP : Points Pour (marqués) • PC : Points Contre (encaissés) • Diff : Différence de points |

### Poule 5
| Rang | Club          | J  | V  | N | D  | Bo | Bd | Pm  | Pe  | Diff | Pts |
| ---- | ------------- | -- | -- | - | -- | -- | -- | --- | --- | ---- | --- |
| 1    | Lourdes       | 20 | 12 | 1 | 7  | 1  | 3  | 388 | 346 | +42  | 54  |
| 2    | Morlaàs       | 20 | 9  | 0 | 11 | 1  | 6  | 325 | 348 | -23  | 43  |
| 3    | Domont        | 20 | 6  | 3 | 11 | 0  | 4  | 301 | 395 | -94  | 34  |
| 4    | Gennevilliers | 20 | 2  | 0 | 18 | 0  | 4  | 214 | 495 | -281 | 12  |

|  | Qualifiés pour la phase finale (#1, #2). |
|  | Relégués en Fédérale 2 (#3, #4). |
|  | V : Victoires • N : Matches Nuls • D : Défaites • BO : Bonus offensifs • BD : Bonus défensifs • PP : Points Pour (marqués) • PC : Points Contre (encaissés) • Diff : Différence de points |

### Poule 6
| Rang | Club            | J  | V  | N | D  | Bo | Bd | Pm  | Pe  | Diff | Pts |
| ---- | --------------- | -- | -- | - | -- | -- | -- | --- | --- | ---- | --- |
| 1    | Le Bugue        | 20 | 10 | 0 | 10 | 2  | 5  | 389 | 390 | -1   | 47  |
| 2    | Niort           | 20 | 8  | 1 | 11 | 2  | 4  | 293 | 375 | -82  | 40  |
| 3    | Lons-le-Saunier | 20 | 7  | 1 | 12 | 4  | 5  | 341 | 402 | -61  | 39  |
| 4    | Beaurepaire     | 20 | 6  | 0 | 14 | 0  | 4  | 287 | 461 | -174 | 28  |

|  | Qualifiés pour la phase finale (#1, #2). |
|  | Relégués en Fédérale 2 (#3, #4). |
|  | V : Victoires • N : Matches Nuls • D : Défaites • BO : Bonus offensifs • BD : Bonus défensifs • PP : Points Pour (marqués) • PC : Points Contre (encaissés) • Diff : Différence de points |

### Phase finale
Les quarts de finale et demi-finales se jouent en match aller-retour. Les points marqués lors de chaque match sont séparés par une barre verticale « | ». Le vainqueur est celui qui a marqué le plus de points sur l'ensemble des deux rencontres.
|  | Huitièmes de finale    | Huitièmes de finale    |           |          | Quarts de finale | Quarts de finale |  |  | Demi-finales | Demi-finales |  |  | Finale | Finale |
|  | Huitièmes de finale    | Huitièmes de finale    |           |          | Quarts de finale | Quarts de finale |  |  | Demi-finales | Demi-finales |  |  | Finale | Finale |
|  |                        |                        |           |          |                  |                  |  |  |              |              |  |  |        |        |
|  |                        |                        |           |          |                  |                  |  |  |              |              |  |  |        |        |
|  |                        |                        |           |          |                  |                  |  |  |              |              |  |  |        |        |
|  | Montmélian             | 16                     |           |          |                  |                  |  |  |              |              |  |  |        |        |
|  | Montmélian             | 16                     |           |          |                  |                  |  |  |              |              |  |  |        |        |
|  | Montluçon              | 33                     |           |          |                  |                  |  |  |              |              |  |  |        |        |
|  | Montluçon              | 33                     | Montluçon | 24 \| 25 |                  |                  |  |  |              |              |  |  |        |        |
|  |                        |                        | Montluçon | 24 \| 25 |                  |                  |  |  |              |              |  |  |        |        |
|  |                        | Romans                 | 14 \| 19  |          |                  |                  |  |  |              |              |  |  |        |        |
|  | -                      | Romans                 | 14 \| 19  | -        |                  |                  |  |  |              |              |  |  |        |        |
|  | -                      |                        |           | -        |                  |                  |  |  |              |              |  |  |        |        |
|  | Romans                 | -                      |           |          |                  |                  |  |  |              |              |  |  |        |        |
|  | Romans                 | -                      | Montluçon | 23 \| 10 |                  |                  |  |  |              |              |  |  |        |        |
|  |                        |                        | Montluçon | 23 \| 10 |                  |                  |  |  |              |              |  |  |        |        |
|  |                        | Lavaur                 | 32 \| 21  |          |                  |                  |  |  |              |              |  |  |        |        |
|  | Lavaur                 | Lavaur                 | 32 \| 21  | 49       |                  |                  |  |  |              |              |  |  |        |        |
|  | Lavaur                 |                        |           | 49       |                  |                  |  |  |              |              |  |  |        |        |
|  | Lille                  | 16                     |           |          |                  |                  |  |  |              |              |  |  |        |        |
|  | Lille                  | 16                     | Lavaur    | 37 \| 5  |                  |                  |  |  |              |              |  |  |        |        |
|  |                        |                        | Lavaur    | 37 \| 5  |                  |                  |  |  |              |              |  |  |        |        |
|  |                        | Saint-Nazaire          | 9 \| 8    |          |                  |                  |  |  |              |              |  |  |        |        |
|  | -                      | Saint-Nazaire          | 9 \| 8    | -        |                  |                  |  |  |              |              |  |  |        |        |
|  | -                      |                        |           | -        |                  |                  |  |  |              |              |  |  |        |        |
|  | Saint-Nazaire          | -                      |           |          |                  |                  |  |  |              |              |  |  |        |        |
|  | Saint-Nazaire          | -                      | Lavaur    | 16       |                  |                  |  |  |              |              |  |  |        |        |
|  |                        |                        | Lavaur    | 16       |                  |                  |  |  |              |              |  |  |        |        |
|  |                        | Rugby Nice Côte d'Azur | 10        |          |                  |                  |  |  |              |              |  |  |        |        |
|  | Niort                  | Rugby Nice Côte d'Azur | 10        | 14       |                  |                  |  |  |              |              |  |  |        |        |
|  | Niort                  |                        |           | 14       |                  |                  |  |  |              |              |  |  |        |        |
|  | Le Bugue               | 45                     |           |          |                  |                  |  |  |              |              |  |  |        |        |
|  | Le Bugue               | 45                     | Le Bugue  | 28 \| 10 |                  |                  |  |  |              |              |  |  |        |        |
|  |                        |                        | Le Bugue  | 28 \| 10 |                  |                  |  |  |              |              |  |  |        |        |
|  |                        | Lourdes                | 9 \| 38   |          |                  |                  |  |  |              |              |  |  |        |        |
|  | -                      | Lourdes                | 9 \| 38   | -        |                  |                  |  |  |              |              |  |  |        |        |
|  | -                      |                        |           | -        |                  |                  |  |  |              |              |  |  |        |        |
|  | Lourdes                | -                      |           |          |                  |                  |  |  |              |              |  |  |        |        |
|  | Lourdes                | -                      | Lourdes   | 25 \| 10 |                  |                  |  |  |              |              |  |  |        |        |
|  |                        |                        | Lourdes   | 25 \| 10 |                  |                  |  |  |              |              |  |  |        |        |
|  |                        | Rugby Nice Côte d'Azur | 25 \| 26  |          |                  |                  |  |  |              |              |  |  |        |        |
|  | Morlaàs                | Rugby Nice Côte d'Azur | 25 \| 26  | 17       |                  |                  |  |  |              |              |  |  |        |        |
|  | Morlaàs                |                        |           | 17       |                  |                  |  |  |              |              |  |  |        |        |
|  | Mauléon                | 25                     |           |          |                  |                  |  |  |              |              |  |  |        |        |
|  | Mauléon                | 25                     | Mauléon   | 38 \| 13 |                  |                  |  |  |              |              |  |  |        |        |
|  |                        |                        | Mauléon   | 38 \| 13 |                  |                  |  |  |              |              |  |  |        |        |
|  |                        | Rugby Nice Côte d'Azur | 27 \| 30  |          |                  |                  |  |  |              |              |  |  |        |        |
|  | -                      | Rugby Nice Côte d'Azur | 27 \| 30  | -        |                  |                  |  |  |              |              |  |  |        |        |
|  | -                      |                        |           | -        |                  |                  |  |  |              |              |  |  |        |        |
|  | Rugby Nice Côte d'Azur | -                      |           |          |                  |                  |  |  |              |              |  |  |        |        |
|  | Rugby Nice Côte d'Azur | -                      |           |          |                  |                  |  |  |              |              |  |  |        |        |

## Promotions et relégations

### Clubs Promus en Pro D2
- CA Lannemezan (Lannemezan)[1]
- Pays d'Aix RC (Aix-en-Provence)[2]

### Clubs Relégués en Fédérale 2
- RC Carqueiranne-Hyères (Hyères)
- ASVEL rugby (Villeurbanne)
- ES Catalane (Argelès-sur-Mer)
- SA Hagetmautien (Hagetmau)
- RC Rouen (Rouen) Relégation Administrative en Fédérale 3
- Club athlétique ribéracois (Ribérac)
- Boucau Tarnos (Boucau Tarnos stade)
- Rugby club d'Arras (Arras)
- Stade domontois Val-d'Oise (Domont)
- CSM Gennevilliers (Gennevilliers)
- Club sportif Lons Jura (Lons-le-Saunier) Relégation Administrative en Honneur
- US Beaurepaire (Beaurepaire)

- Le FC Oloron (Oloron-Sainte-Marie) est maintenu en Fédérale 1 à la suite de la relégation administrative du RC Rouen (Rouen)